# ラーガーシュテッテ
ラーガーシュテッテ（ラーゲルシュテッテ、ドイツ語: Lagerstätte ［en］）は
1. ドイツ語の通俗語としては、「ベッド」「休息地、休息所」「野営地」「キャンプ場」などの語義を持ち、Lagerstatt （仮名転写：ラーガーシュタット、ラーゲルシュタット）と同義である。[1]
2. 地学全般の用語としては、「鉱床」を指す。[1]
3. 古生物学等を含む地質学分野では、「特に保存状態の良い化石を産する土地（堆積層）」を指す用語である。複数形 Lagerstätten （仮名転写：ラーガーシュテッテン、ラーゲルシュテッテン）で用いられることが多く、日本の地質学では慣習的に「ラーゲルシュテッテン」と読み書きされる場合がほとんどである。

本項では、3. の「ラーゲルシュテッテ」および「ラーゲルシュテッテン」について記述する。

## ラーゲルシュテッテン

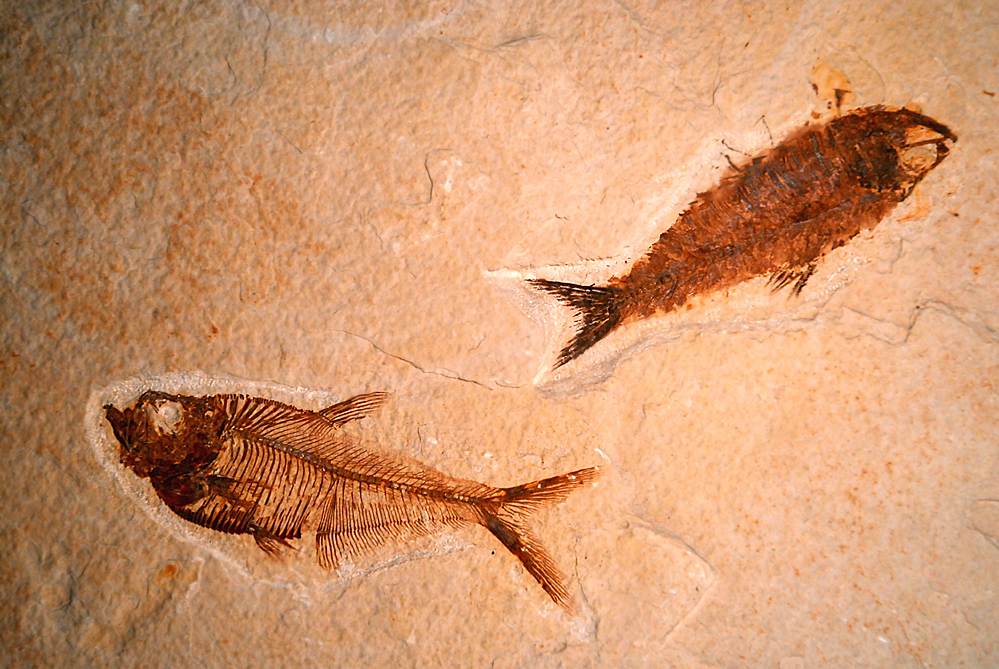
魚の化石を産する新生代始新世のラーゲルシュテッテンである、米国はユタ州にあるグリーンリバー累層 (en. cf. ja)

ラーゲルシュテッテ（ドイツ語: Lagerstätte）は、古生物学等を含む地質学分野において、「特に保存状態の良い化石を産する土地（堆積層）」を指す専門用語である。ドイツ語・英語・フランス語・日本語などでは複数形 Lagerstätten（仮名転写：ラーガーシュテッテン）で用いられることが多く、日本の地質学では慣習的に「ラーゲルシュテッテン」と読み書きされる場合がほとんどである。

### ラーゲルシュテッテンの一覧
世界の主要なラーゲルシュテッテンを示す。en は英語版ウィキペディアへのリンク。
| 先カンブリア時代                      |                    |                                          |
| ビッター・スプリングス en             | 1000-850 Ma        | オーストラリア、南オーストラリア州       |
| 陡山沱累層（ドゥシャンツァオ累層） en | 600–555 Ma         | 中国、貴州省                             |
| カンブリア紀                          |                    |                                          |
| 澄江頁岩 en                           | 525 Ma             | 中国、雲南省                             |
| エミュ・ベイ頁岩 en                   | 525 Ma             | オーストラリア、南オーストラリア州       |
| シリウス・パセット en                 | 518 Ma             | グリーンランド                           |
| 凱里累層 en                           | 513–501 Ma         | 中国、貴州省                             |
| ホイーラー累層 en                     | 507 Ma             | 米国、ユタ州西部                         |
| バージェス頁岩 en                     | 505 Ma             | カナダ、ブリティッシュコロンビア州       |
| キネクレー・オルステン明礬頁岩 en     | 500 Ma             | スウェーデン                             |
| エーランド・オルステン明礬頁岩 en     | 500 Ma             | スウェーデン                             |
| オルドビス紀                          |                    |                                          |
| ウォルコット＝ラスト採石場 en         | c.450 Ma           | 米国、ニューヨーク州                     |
| ビーチャー三葉虫化石床 en             | 445 Ma             | 米国、ニューヨーク州                     |
| サーン頁岩 en                         | 435 Ma             | 南アフリカ共和国                         |
| シルル紀                              |                    |                                          |
| ウェンロック統 Wenlock Series         | 420 Ma             | イングランド                             |
| デボン紀                              |                    |                                          |
| ライニー・チャート en                 | 400 Ma             | スコットランド                           |
| フンスリュック粘板岩 en               | 390 Ma             | ドイツ、ラインラント＝プファルツ州       |
| カノーウィンドラ en                   | 360 Ma             | オーストラリア、ニューサウスウェールズ州 |
| ゴーゴー累層 en                       | 350 Ma             | オーストラリア、西オーストラリア州       |
| 石炭紀                                |                    |                                          |
| ベアガルチ石灰岩層 en                 | 320 Ma             | 米国、モンタナ州                         |
| ジョギンズの化石の崖群 en             | 315 Ma             | カナダ、ノヴァスコシア州                 |
| メゾンクリーク en                     | 300 Ma             | 米国、イリノイ州                         |
| ハミルトン採石場 en                   | 295 Ma             | 米国、カンザス州                         |
| 三畳紀                                |                    |                                          |
| カラタウ en                           | 230 Ma             | カザフスタン                             |
| ゴーストランチ en                     | 205 Ma             | 米国、ニューメキシコ州                   |
| ジュラ紀                              |                    |                                          |
| ホルツマーデン en                     | 180 Ma             | ドイツ、ヴュルテンベルク                 |
| ラ＝ヴォルト＝シュール＝ローヌ en     | 160 Ma             | フランス、アルデシュ県                   |
| ゾルンホーフェン石灰岩 en             | 145 Ma             | ドイツ、バイエルン州                     |
| 白亜紀                                |                    |                                          |
| 易県累層 en                           | ca 135 Ma          | 中国、遼寧省                             |
| クラート累層 en                       | ca 117 Ma (Aptian) | ブラジル北東部                           |
| 下溝累層 en                           | ca 110 Ma          | 中国、甘粛省                             |
| サンタナ累層 en                       | 108–92 Ma          | ブラジル北東部                           |
| スモーキーヒル白亜層 en               | 87–82 Ma           | 米国、カンザス州・ネブラスカ州           |
| インガーソル頁岩 en                   | 85 Ma              | 米国、アラバマ州                         |
| Auca Mahuevo                          | 80 Ma              | アルゼンチン、パタゴニア                 |
| 諸城 en                               | 65 Ma              | 中国、山東省                             |
| 始新世                                |                    |                                          |
| グリーンリバー累層 en                 | 50 Ma              | 米国、コロラド州・ユタ州・ワイオミング州 |
| ボルカ山 en                           | 49 Ma              | イタリア                                 |
| メッセル採掘場 en                     | 49 Ma              | ドイツ、ヘッセン                         |
| ロンドン粘土層 en                     | 54–48 Ma           | イギリス                                 |
| 漸新世–中新世                         |                    |                                          |
| ドミニカ琥珀層 en                     | 30–10 Ma           | ドミニカ共和国                           |
| リヴァーズレー en                     | 25–15 Ma           | オーストラリア、クイーンズランド州       |
| 中新世                                |                    |                                          |
| クラーキア化石床 en                   | 20–17 Ma           | 米国、アイダホ州                         |
| 降灰化石床 en                         | 10 Ma              | 米国、ネブラスカ州                       |
| 鮮新世                                |                    |                                          |
| ラ・ブレア・タールピット en           | 20,000years BP     | 米国、カリフォルニア州                   |